# Chmura elektronowa

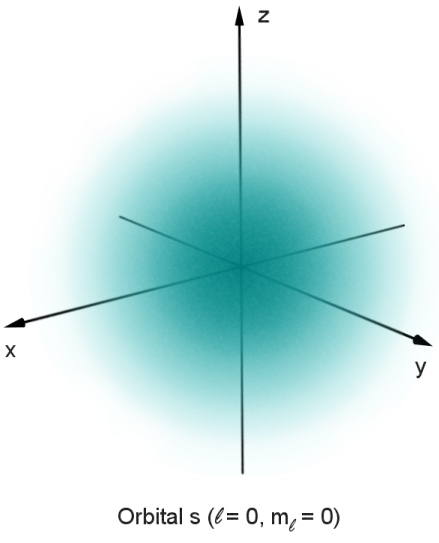
Chmura elektronowa orbitalu s

Chmura elektronowa – obszar, w którym istnieje pewne prawdopodobieństwo znalezienia elektronu; w praktyce jest to obszar o wysokiej gęstości elektronowej. Pojęcie spopularyzowane przez laureata Nagrody Nobla, Richarda Feynmana, do poglądowego przedstawienia wniosków z mechaniki kwantowej opisującej elektron jako obszar rozmytego ładunku elektrycznego.